# وينر (فرقة)
وينر (كورية: 위너; تكتب بطريقة WINNER) هي فرقة فتيان كورية جنوبية تشكلت في عام 2014 بواسطة واي جي إنترتيمنت الفرقة مكونة من خمسة اعضاء و هم كانغ سيونقيون ، سونق مينهو ، سيونغهون ، كيم جينو, نام تايهيون. اسم الفاندوم : اينرسركل في عام 2016 يوم 26 November ترك نام تايهيون الفرقة بسبب مشاكل صحية هذا ما ذكرته شركة واي جي في أحد تعليقاتها.

## أعضاء
- كيم جينوو (김진우) - وجه الفرقة، مغني صوتي
- لي سونغهون (이승훈) - راقص رئيسي، رابر
- سونغ مينهو (송민호) - رابر رئيسي
- كانغ سونغيون (강승윤) - قائد الفرقة، قائد المغنين الصوتين
- نام تايهيون (남태현) - مغني صوتي

## روابط خارجية
- وينر على موقع ميوزك برينز (الإنجليزية)
- وينر على موقع ديسكوغز (الإنجليزية)

- الموقع الإلكتروني
- فايسبوك
- دوم فانكاف